# Скудзави
Скудзави (пол. Skudzawy) — село в Польщі, у гміні Скрвільно Рипінського повіту Куявсько-Поморського воєводства.
Населення — 482 особи (2011).
У 1975-1998 роках село належало до Влоцлавського воєводства.

## Демографія
Демографічна структура станом на 31 березня 2011 року:
|          | Загалом | Допрацездатний вік | Працездатний вік | Постпрацездатний вік |
| -------- | ------- | ------------------ | ---------------- | -------------------- |
| Чоловіки | 216     | 51                 | 141              | 24                   |
| Жінки    | 266     | 74                 | 133              | 59                   |
| Разом    | 482     | 125                | 274              | 83                   |